# Scottish Open 2021 (Badminton)
Die Scottish Open 2021 fanden vom 25. bis zum 28. November 2021 in der Emirates Arena in Glasgow statt. Es war die 102. Austragung dieser internationalen Meisterschaften von Schottland im Badminton.

## Medaillengewinner
| Disziplin    | Gold                                | Silber                              | Bronze                                           |
| ------------ | ----------------------------------- | ----------------------------------- | ------------------------------------------------ |
| Herreneinzel | Ng Tze Yong                         | Soong Joo Ven                       | Sholeh Aidil                                     |
| Herreneinzel | Ng Tze Yong                         | Soong Joo Ven                       | Arnaud Merklé                                    |
| Dameneinzel  | Hsu Wen-chi                         | Line Kjærsfeldt                     | Kristin Kuuba                                    |
| Dameneinzel  | Hsu Wen-chi                         | Line Kjærsfeldt                     | Wendy Zhang                                      |
| Herrendoppel | Christopher Grimley Matthew Grimley | Junaidi Arif Muhammad Haikal        | Krishna Prasad Garaga Vishnuvardhan Goud Panjala |
| Herrendoppel | Christopher Grimley Matthew Grimley | Junaidi Arif Muhammad Haikal        | Kim Gi-jung Kim Sa Rang                          |
| Damendoppel  | Rachel Honderich Kristen Tsai       | Anna Cheong Ching Yik Teoh Mei Xing | Debora Jille Cheryl Seinen                       |
| Damendoppel  | Rachel Honderich Kristen Tsai       | Anna Cheong Ching Yik Teoh Mei Xing | Alyssa Tirtosentono Imke van der Aar             |
| Mixed        | Callum Hemming Jessica Pugh         | Ishaan Bhatnagar Tanisha Crasto     | Adam Hall Julie MacPherson                       |
| Mixed        | Callum Hemming Jessica Pugh         | Ishaan Bhatnagar Tanisha Crasto     | Jesper Toft Clara Graversen                      |